# 시계자리 요타 b
시계자리 요타 b 또는 HR 810 b는 시계자리 방향으로 지구로부터 약 50 광년 떨어진 곳에 있는 외계 행성이다. b의 최소 질량은 목성의 2.24배 수준이지만, 공전 궤도 경사각에 따라 이 값은 늘어날 수 있다. 초기 측성학적 연구 자료에 따르면 b의 질량은 목성의 24배 수준까지 예측되기도 했는데, 이는 갈색 왜성 수준이다. b는 모항성의 생명체 거주 가능 영역 내를 공전하는 것으로 알려진 최초의 외계 행성이다.

## 발견 역사
시계자리 요타 b는 1992년 11월부터 시작된 쌍둥이 태양 탐사 계획의 결과물 중 하나이다. 칠레 소재 라 실라 천문대의 유럽 남방 천문대 소유 망원경으로 발견했다.
어머니 항성의 질량은 태양과 거의 비슷(1.03배)한데, 케플러 신호를 통해 이 행성의 공전 주기가 320.1일임을 확인했으며 여기서 행성의 최소 질량은 목성의 2.26배로 나왔다. 궤도 이심률은 0.161, 평균 공전 거리는 0.925 천문단위인데, 이는 당시까지 발견되었던 외계 행성들 중 그 궤도 및 거리가 지구와 가장 흡사한 것이었다. Martin Kürster 행성탐사 연구진이 1998년 여름 발견했다. 이 행성은 Martin 연구진의 첫 번째 발견 대상이기도 하다.
b의 궤도는 미묘하게 찌그러져 있는데, 가까울 때는 금성 궤도 바로 바깥쪽(1억 1700만 킬로미터, 0.78 천문단위)까지 접근했다가 멀어질 때는 지구 궤도의 약간 바깥(1억 6200만 킬로미터, 1.08 천문단위)까지 물러난다. b의 질량은 지구의 720배에 이르기 때문에, b는 암석이 아닌 가스로 이루어진, 목성 비슷한 모습을 하고 있을 것이다.

## 물리적 특징
시계자리 요타 b는 어머니 항성의 생명체 거주가능 영역(생물권) 내를 공전하는 것으로 알려진 최초의 외계 행성이다. 다만 공전궤도 거리로 미루어 보아 생물권의 안쪽 경계면 가까운 곳을 돌고 있는 것으로 보인다. 행성이 받는 복사 에너지의 양은 금성이 태양으로부터 받는 열과 비슷할 것이다.
b는 질량이 매우 크기 때문에 태양계의 목성처럼 자신을 도는 외계 위성을 거느릴 가능성이 있다. 행성의 최소 질량을 고려하면, 가상의 위성은 b로부터 412만 킬로미터(0.027 천문단위) 이내를 돌고 있을 경우 안정적인 궤도를 형성할 수 있을 것이다. 안정적 궤도를 형성할 수 있는 위성의 질량 상한선은 지구의 10배 정도이다. b의 중력이 미치는 영향 범위(힐 구)는 약 1147만 킬로미터(0.076 천문단위)까지일 것이다. 그러나 이 예상값은 최소 질량값에 기준한 것이다.
이후 실시된 측성학적 분석에 따르면, b의 궤도경사각이 우리 시선 방향에 대해 5.5도 기울어져 있고 b의 질량은 목성의 24배에 이른다고 한다. 이 질량은 행성이 아니라 갈색 왜성 수준이다. 다만 추가 연구 결과, 상기 궤도경사각은 최댓값인 것으로 밝혀졌다.